# Distrito electoral federal 3 de Puebla
El Distrito electoral federal 3 de Puebla es uno de los 300 distritos electorales en los que se encuentra dividido el territorio de México para la elección de diputados federales y uno de los quince en los que se divide el estado de Puebla. Su cabecera es la ciudad de Teziutlán.

## Diputados por el distrito
| Legislatura   | Periodo                                           | Diputado                                   | Grupo parlamentario                        |
| ------------- | ------------------------------------------------- | ------------------------------------------ | ------------------------------------------ |
| I             | 7 de diciembre de 1857-17 de mayo de 1861         |                                            |                                            |
| II            | mayo de 1861-mayo de 1863                         |                                            |                                            |
| III           | 20 de octubre de 1863-1865                        |                                            |                                            |
| IV            | 5 de noviembre de 1867-14 de septiembre de 1868   |                                            |                                            |
| V             | 15 de septiembre de 1869-15 de septiembre de 1871 |                                            |                                            |
| VI            | 15 de septiembre de 1871-15 de septiembre de 1873 |                                            |                                            |
| VII           | 15 de septiembre de 1873-15 de septiembre de 1875 |                                            |                                            |
| VIII          | 15 de septiembre de 1875-22 de mayo de 1878       |                                            |                                            |
| IX            | 2 de septiembre de 1878-15 de septiembre de 1880  |                                            |                                            |
| X             | 16 de septiembre de 1880-15 de septiembre de 1882 |                                            |                                            |
| XI            | 16 de septiembre de 1882-15 de septiembre de 1884 |                                            |                                            |
| XII           | 16 de septiembre de 1884-15 de septiembre de 1886 |                                            |                                            |
| XIII          | 16 de septiembre de 1886-15 de septiembre de 1888 |                                            |                                            |
| XIV           | 16 de septiembre de 1888-15 de septiembre de 1890 |                                            |                                            |
| XV            | 16 de septiembre de 1890-15 de septiembre de 1892 |                                            |                                            |
| XVI           | 16 de septiembre de 1892-15 de septiembre de 1894 |                                            |                                            |
| XVII          | 16 de septiembre de 1894-15 de septiembre de 1896 |                                            |                                            |
| XVIII         | 16 de septiembre de 1896-15 de septiembre de 1898 |                                            |                                            |
| XIX           | 16 de septiembre de 1898-15 de septiembre de 1900 |                                            |                                            |
| XX            | 16 de septiembre de 1900-15 de septiembre de 1902 |                                            |                                            |
| XXI           | 16 de septiembre de 1902-15 de septiembre de 1904 |                                            |                                            |
| XXII          | 16 de septiembre de 1904-15 de septiembre de 1906 |                                            |                                            |
| XXIII         | 16 de septiembre de 1906-15 de septiembre de 1908 |                                            |                                            |
| XXIV          | 16 de septiembre de 1908-15 de septiembre de 1910 |                                            |                                            |
| XXV           | 16 de septiembre de 1910-15 de septiembre de 1912 |                                            |                                            |
| XXVI          | 16 de septiembre de 1912-10 de octubre de 1913    |                                            |                                            |
| XXVI (bis)    | 16 de noviembre de 1913-5 de agosto de 1914       |                                            |                                            |
| Constituyente | 1 de diciembre de 1916-5 de febrero de 1917       | Miguel Rosales                             |                                            |
| XXVII         | 15 de abril de 1917-31 de agosto de 1918          | José M. Sánchez                            |                                            |
| XXVIII        | 1 de septiembre de 1918-31 de agosto de 1920      |                                            |                                            |
| XXIX          | 1 de septiembre de 1920-31 de agosto de 1922      |                                            |                                            |
| XXX           | 1 de septiembre de 1922-31 de agosto de 1924      | Porfirio del Castillo                      |                                            |
| XXXI          | 1 de septiembre de 1924-31 de agosto de 1926      |                                            |                                            |
| XXXII         | 1 de septiembre de 1926-31 de agosto de 1928      |                                            |                                            |
| XXXIII        | 1 de septiembre de 1928-31 de agosto de 1930      |                                            |                                            |
| XXXIV         | 1 de septiembre de 1930-31 de agosto de 1932      |                                            |                                            |
| XXXV          | 1 de septiembre de 1932-31 de agosto de 1934      |                                            |                                            |
| XXXVI         | 1 de septiembre de 1934-31 de agosto de 1937      |                                            |                                            |
| XXXVII        | 1 de septiembre de 1937-31 de agosto de 1940      |                                            |                                            |
| XXXVIII       | 1 de septiembre de 1940-31 de agosto de 1943      |                                            |                                            |
| XXXIX         | 1 de septiembre de 1943-31 de agosto de 1946      |                                            |                                            |
| XL            | 1 de septiembre de 1946-31 de agosto de 1949      |                                            |                                            |
| XLI           | 1 de septiembre de 1949-31 de agosto de 1952      |                                            |                                            |
| XLII          | 1 de septiembre de 1952-31 de agosto de 1955      |                                            |                                            |
| XLIII         | 1 de septiembre de 1955-31 de agosto de 1958      | Alfredo Toxqui                             | Partido Revolucionario Institucional       |
| XLIV          | 1 de septiembre de 1958-31 de agosto de 1961      | Miguel García Sela                         | Partido Revolucionario Institucional       |
| XLV           | 1 de septiembre de 1961-31 de agosto de 1964      |                                            |                                            |
| XLVI          | 1 de septiembre de 1964-31 de agosto de 1967      |                                            |                                            |
| XLVII         | 1 de septiembre de 1967-31 de agosto de 1970      | Alfonso Meneses González                   | Partido Revolucionario Institucional       |
| XLVIII        | 1 de septiembre de 1970-31 de agosto de 1973      | Francisco Vázquez O'Farrill                | Partido Revolucionario Institucional       |
| XLIX          | 1 de septiembre de 1973-31 de agosto de 1976      | Matilde del Mar Hidalgo y García Barna     | Partido Revolucionario Institucional       |
| L             | 1 de septiembre de 1976-31 de agosto de 1979      | Antonio Montes García                      | Partido Revolucionario Institucional       |
| LI            | 1 de septiembre de 1979-22 de diciembre de 1979   | Vacante al declararse nulas las elecciones | Vacante al declararse nulas las elecciones |
| LI            | 22 de diciembre de 1979-31 de agosto de 1982      | Melitón Morales Sánchez                    | Partido Revolucionario Institucional       |
| LII           | 1 de septiembre de 1982-31 de agosto de 1985      | Efrain Trujeque Martínez                   | Partido Revolucionario Institucional       |
| LIII          | 1 de septiembre de 1985-31 de agosto de 1988      | Guadalupe López Bretón                     | Partido Revolucionario Institucional       |
| LIV           | 1 de septiembre de 1988-31 de octubre de 1991     | César Alfonso Neri Ávila                   | Partido Revolucionario Institucional       |
| LV            | 1 de noviembre de 1991-31 de octubre de 1994      | Julieta Mendívil Blanco                    | Partido Revolucionario Institucional       |
| LVI           | 1 de noviembre de 1994-31 de agosto de 1997       | Víctor Hugo Islas Hernández                | Partido Revolucionario Institucional       |
| LVII          | 1 de septiembre de 1997-29 de julio de 1998       | José Luis Flores Hernández                 | Partido Revolucionario Institucional       |
| LVII          | 3 de septiembre de 1998-31 de agosto de 2000      | Gudelia Tapia Vargas                       | Partido Revolucionario Institucional       |
| LVIII         | 1 de septiembre de 2000-31 de agosto de 2003      | Concepción González Molina                 | Partido Revolucionario Institucional       |
| LIX           | 1 de septiembre de 2003-31 de agosto de 2006      | José Luis Flores Hernández                 | Partido Revolucionario Institucional       |
| LX            | 1 de septiembre de 2006-31 de agosto de 2009      | José Guillermo Fuentes Ortiz               | Partido Acción Nacional                    |
| LXI           | 1 de septiembre de 2009-31 de agosto de 2012      | Jorge Alberto Juraidini Rumilla            | Partido Revolucionario Institucional       |
| LXII          | 1 de septiembre de 2012-4 de abril de 2013        | Víctor Díaz Palacios                       | Partido Revolucionario Institucional       |
| LXII          | 1 de septiembre de 2012-4 de abril de 2013        | María del Carmen Saavedra Fernández        | Partido Revolucionario Institucional       |
| LXII          | 25 de abril de 2013-31 de agosto de 2015          | Víctor Díaz Palacios                       | Partido Revolucionario Institucional       |
| LXIII         | 1 de septiembre de 2015-31 de agosto de 2018      | Juan Pablo Piña Kurczyn                    | Partido Acción Nacional                    |
| LXIV          | 1 de septiembre de 2018-31 de agosto de 2021      | Claudia Báez Ruiz                          | Partido Encuentro Social                   |
| LXV           | 1 de septiembre de 2021-29 de febrero de 2024     | Esther Martínez Romano                     | Partido del Trabajo (México)               |
| LXV           | 29 de febrero de 2024 - 2 de junio de 2024        | Concepción González Molina                 | Partido del Trabajo (México)               |
| LXV           | 3 de junio de 2024 - 31 de agosto del 204         | Esther Martínez Romano                     | Partido del Trabajo (México)               |
| LXVI          | 1 de septiembre de 2024-31 de agosto de 2027      | María de los Ángeles Ballesteros García    | Movimiento Regeneración Nacional           |